# Joop Braakhekke
Johannes Franciscus (Joop) Braakhekke (Apeldoorn, 11 april 1941 – Amsterdam, 8 december 2016) was een Nederlandse televisiekok en restauranthouder.

## Biografie
Braakhekke groeide op in Apeldoorn. Hij wilde eigenlijk acteur worden, maar ging uiteindelijk aan de slag als restaurateur. Na de middelbare school ging hij naar Parijs en Barcelona voor een culinaire carrière. In 1968 keerde hij terug in Nederland en ging werken als restaurateur: eerst in Apeldoorn in bistro Le Philosophe, later in Amsterdam in respectievelijk De Kersentuin, Le Garage en En Pluche. Met restaurant De Kersentuin behaalde hij met topkok Jon Sistermans een Michelinster. Het restaurant was een begrip in Nederland.
Bij de AVRO presenteerde Braakhekke vanaf 1993 vijf jaar lang het populaire televisie-kookprogramma Kookgek. Hij schreef ook de kookboekenreeks Kookschrift van een kookgek en werd een bekende televisiepersoonlijkheid. In 1997 presenteerde hij Wie van de Drie, waarin hij tussen 1994 en 1995 panellid was geweest.
In 2006 was Braakhekke te zien in het Tien-programma Topkok, gepresenteerd door Caroline Tensen. Samen met chef-kok Robert Kranenborg gingen zij op zoek naar de beste amateurkok van Nederland. 
In 2014 werkte Braakhekke aan een autobiografie. In datzelfde jaar was hij 25 jaar eigenaar van zijn restaurant Le Garage en zat hij 50 jaar in het vak.

### Ziekte en overlijden
Vanaf 2014 kreeg Braakhekke steeds meer gezondheidsproblemen. In de zomer van 2014 onderging hij een succesvolle hartoperatie waarbij hij vijf bypasses kreeg. In 2015 werd bij hem alvleesklierkanker geconstateerd. Hij onderging een Whipple-operatie. In mei 2016 werd hij genezen verklaard, maar in september bleek hij opnieuw alvleesklierkanker te hebben, nu met uitzaaiingen naar de longen en lever. In oktober 2016 tekende hij samen met zijn partner Wim de akte van het geregistreerd partnerschap, op de afdeling oncologie van het VU Medisch Centrum in Amsterdam. Op 8 december 2016 overleed hij op 75-jarige leeftijd  aan de gevolgen van de uitgezaaide alvleesklierkanker. Op 15 december was de uitvaartdienst van Braakhekke in de Amsterdamse Vondelkerk. Daarna is hij in besloten kring begraven.

## Filmografie

### Televisie
- Kookgek (1993–1998), presentator
- Dinges (1993), deelnemer
- Tros Triviant (1993), deelnemer
- Wie van de Drie, panellid (1994–1995) en presentator (1997)
- Villa Felderhof (1996 en 2008), gast
- Sam Sam (1997), bijrol
- Zo Vader, Zo Zoon (1997), deelnemer
- Hints (1998), deelnemer
- De Grote Bijbelquiz (2005), deelnemer
- Topkok (2006), jurylid
- De Lama's (2008), gast
- De TV Kantine (2009), bijrol
- Ik hou van Holland (2009), deelnemer
- Ranking the Stars (2010), panellid
- Lang leve de tv! (2011), deelnemer
- Topchef tegen Sterrenchef (2012), jurylid
- De Kist (2012), gast

### Film
- In 1995 had hij een cameo in de film Filmpje!
- In 2001 sprak hij voor de film Blub, ik ben een vis de stem van Professor MacKrill in.
- In 2011 sprak hij voor de film The Muppets de stem van de Zweedse Kok in.
- In 2013 was hij te zien in een bijrol als topkok in de bioscoopfilm Sinterklaas en de Pepernoten Chaos van regisseur Martijn van Nellestijn.

## Trivia
- Hij won in december 2008 de Loden Leeuw-persoonlijkheidsprijs voor de meest irritante Bekende Nederlander in een reclamespotje. Hij speelde een rol in een spotje van Ambi Pur.[6]
- De zoekmachine vinden.nl gebruikte in 2009 een personage genaamd "Joop Braaklekker" in een reclamecampagne. Braakhekke kon dit niet waarderen en sleepte vinden.nl voor de rechter.[7][8]
- De achternaam van "Braakhekke" duidt op een "hek aan een braakveld",[9] oftewel een veld dat vaak braak ligt.
- De moeder van Braakhekke bereikte op 31 augustus 2016 de leeftijd van 106 jaar.[10] Ze overleed 41 dagen na haar zoon.[11]